# Paegas Czech Open 1997
Paegas Czech Open 1997 byl tenisový turnaj pořádaný jako součást mužského okruhu ATP Tour, který se hrál na otevřených antukových dvorcích štvanického areálu. Konal se mezi 28. dubnem až 4. květnem 1997 v české metropoli Praze jako jedenáctý ročník turnaje.
Turnaj dotovaný 365 000 dolary patřil do kategorie World Series. Nejvýše nasazeným hráčem ve dvouhře se stal čtvrtý hráč světa a obhájce Jevgenij Kafelnikov z Ruska. Singlový titul získal Francouz Cédric Pioline, který tak vybojoval druhou kariérní trofej ve dvouhře z celkového počtu pěti vítězství. Deblovou soutěž vyhrála indická dvojice Maheš Bhúpatí a Leander Paes.
Generálním sponzorem mužského turnaje se pro ročníky 1997 a 1998 stala společnost RadioMobil, od června 1996 provozovatel mobilní sítě Paegas.

## Mužská dvouhra

### Nasazení
| Stát      | Hráč                | ATP | Nasazení |
| --------- | ------------------- | --- | -------- |
| Rusko     | Jevgenij Kafelnikov | 4.  | 1.       |
| Chile     | Marcelo Ríos        | 8.  | 2.       |
| Česko     | Bohdan Ulihrach     | 23. | 3.       |
| Francie   | Cédric Pioline      | 41. | 4.       |
| Španělsko | Javier Sánchez      | 42. | 5.       |
| Francie   | Arnaud Boetsch      | 44. | 6.       |
| Česko     | Daniel Vacek        | 49. | 7.       |
| Maroko    | Hišám Arází         | 56. | 8.       |

### Jiné formy účasti
Následující hráči obdrželi divokou kartu do hlavní soutěže:
- Michal Tabara
- Daniel Vacek

Následující hráči postoupili z kvalifikace:
- Marcello Craca
- Albert Portas
- Franco Squillari
- Andrei Pavel

## Mužská čtyřhra

### Nasazení
| Stát                                                          | Hráč                | Stát         | Hráč         | ATP          | Nasazení |
| ------------------------------------------------------------- | ------------------- | ------------ | ------------ | ------------ | -------- |
| Rusko                                                         | Jevgenij Kafelnikov | Česko        | Daniel Vacek | 14.          | 1.       |
| Česko                                                         | Libor Pimek         | Jižní Afrika | Byron Talbot | 44.          | 2.       |
| bez nasazení                                                  | bez nasazení        | bez nasazení | bez nasazení | bez nasazení | 3.       |
| Spojené království                                            | Neil Broad          | Jižní Afrika | Piet Norval  | 71.          | 4.       |
| číslo „ATP“ je součtem žebříčkového postavení obou členů páru |                     |              |              |              |          |

### Jiné formy účasti
Následující páry do hlavní soutěže obdržely divokou kartu:
- Marcelo Ríos /  Bohdan Ulihrach
- Ģirts Dzelde /  Udo Plamberger
- Petr Luxa /  David Škoch

Následující pár postoupil do hlavní soutěže z kvalifikace:
- Radek Štěpánek /  Michal Tabara

Následující pár postoupil do hlavní soutěže z kvalifikace jako tzv. šťastný poražený:
- Andrei Pavel /  Ejal Ran

## Přehled finále

### Mužská dvouhra
- Cédric Pioline vs.  Bohdan Ulihrach, 6–2, 5–7, 7–6(7–4)

### Mužská čtyřhra
- Maheš Bhúpatí /  Leander Paes vs.  Petr Luxa /  David Škoch, 6–1, 6–1